# Fiastra (fiume)
Il Fiastra o Fiastrella è un affluente del fiume Chienti nella regione Marche. Il suo nome latino era Flussorium.

## Origine del nome
Il nome ufficiale del corso d'acqua è Fiastra, che deriva dalla semplificazione di Flastra minor, il nome datogli nel periodo medievale per distinguerlo dal vicino fiume, il Fiastrone, chiamato Flastra magna. In un testo del 996 il Fiastra è chiamato Flussoris,  che si pensi derivi da fluo (scorro), ma nel 1815 il parroco e antiquario Antonio Brandimarte lo identifica come Flussorium, nome che deriva dalla radice sabina flu.

## Corso del fiume

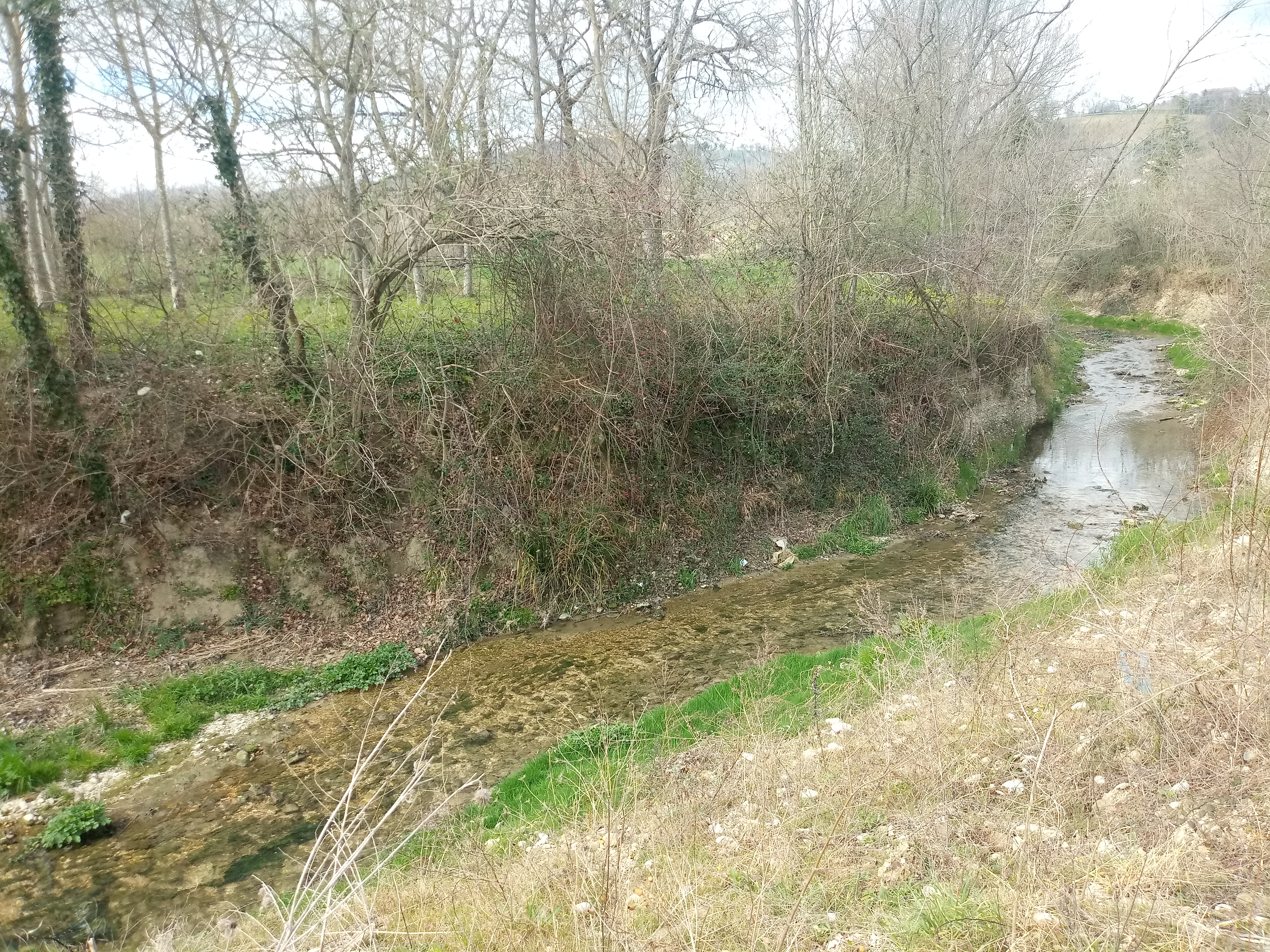
Il fiume Fiastra nel periodo primaverile

Il fiume nasce con il nome di Fiastrella dal Monte Montioli a 1 300 m ca. s.l.m. nel Comune di San Ginesio, in provincia di Macerata, nei pressi della frazione Vallato e San Cassiano. Nella frazione Passo Sant'Angelo il fiume alimenta il Lago Verde, un piccolo lago di pesca sportiva. Fra Ripe San Ginesio e Loro Piceno prende il nome di fiume Fiastra, in latino Flussorium. Costeggiato per gran parte dalla SS 78, nei pressi di Colbuccaro di Corridonia si unisce col Chienti e sfocia nel Mar Adriatico. Le acque del Fiastra furono categorizzate da Categoria A a Categoria B, per permettere la riproduzione dei salmonidi che vivono al suo interno. Nel fiume vige il divieto di pesca.

### Analisi idrologica
L'analisi idrologica effettuata evidenzia come il corso del letto del fiume abbia in alcuni tratti un brusco cambio di pendenza con sponde facilmente soggette all'erosione. Il picco massimo di portata si aggira intorno ai 78,3 m³/s e si ottiene in caso di piogge persistenti per circa 5 ore.

### Analisi geologica
Il sottosuolo del fiume è composto da quattro strati risalenti ad epoche diverse. Il primo strato è suolo vegetale che ha come matrice alcuni depositi di origine quaternaria, mentre il secondo strato è composto da due parti risalenti all'Olocene:
1. strato di limo sabbioso e argilloso di colore avana e strato di limi argillosi di colore marrone e grigio, con una piccola percentuale di clasti dalla grandezza millimetrica,
2. clasti calcarei, eterometrici e arrotondati con una matrice di sabbia, limo e ciottoli di grandi dimensioni seguita da alcune falde originate da subalveoli.

Il terzo strato è un deposito di substrato, mentre il quarto, originario del periodo del Miocene, è composto da argille marnose di colore grigio con abbondanti intercalazioni sabbiose. Secondo gli studi della Regione Marche la geologia del fiume è composta da un tetto di limo sabbioso, ghiaia e sabbia con stratificazioni non definite, seguito dal "fino", ovvero residui di limo, sabbia e ghiaia.
Per quanto riguarda la caratterizzazione litotecnica, si possono trovare tre tipi di litotipo. Il primo è umido e plastico, il secondo ha una permeabilità medio-alta influenzata dagli elementi ghiaioso-sabbiosi, e l'ultimo è poco o quasi per nulla deformabile con un notevole spessore.

### Affluenti del fiume
- Torrente Entogge: nasce sui colli di Ripe San Ginesio ed San Ginesio ed è il maggiore affluente del Fiastra;
- Fosso Piceno: nasce sui colli tra Loro Piceno e Ripe San Ginesio;
- Fosso Leone: nasce nei pressi del Colle delle Grazie a Loro Piceno;
- Rio San Gervasio: nasce nei pressi di Urbisaglia e sfocia nel fiume prima della confluenza col Chienti;
- Fosso Cianfardone: nasce sui colli di Petriolo;
- Rio Colle di Pian di Pieca: nasce nei pressi di Gabella Nuova e sfocia nel fiume nei pressi di Colle a Pian di Pieca;
- Fosso Le Case: nasce nei pressi di Ripe San Ginesio e sfocia a Passo Ripe;
- Rio Macchie: Nasce poco sopra Passo San Ginesio e si unisce col Fiastra sotto la chiesa delle Macchie.

## Esondazioni
- Il 7 marzo 2008 a avuto una portata di 54 m³/s, con questa piena danneggiò il ponte "Roberto Massi Gentiloni Silveri" presso l'Abbadia di Fiastra e qualche altro danno a monte.
- Ad aprile 2013 ha avuto una portata di circa 47 m³/s.
- Il 23 marzo 2016 dopo intense piogge arriva ad avere una portata di circa 79 m³/s.
- Il 12 maggio 2023 esonda nella zona di Urbisaglia senza causare danni, con una portata di circa 48 m³/s.
- Il 17 maggio 2023 ha esondato verso il lago Verde (Passo Sant'Angelo) con una portata di  55 m³/s circa e un'altezza circa di 2 metri. Il picco massimo di piena è stato raggiunto nelle prime ore del 18 maggio.
- Il 1 giugno 2023 ha avuto uno portata di circa 48 m³/s e ha esondato verso il lago Verde.

## La Valle del Fiastra - Comuni attraversati
La Valle del Fiastra è composta dai Comuni di:
- San Ginesio, Comune dove il fiume nasce;
- Sant'Angelo in Pontano;
- Ripe San Ginesio;
- Loro Piceno;
- Colmurano;
- Urbisaglia;
- Tolentino;
- Petriolo;
- Corridonia;

Il fiume dà il nome all'Abbazia di Fiastra, nella Riserva naturale statale Abbadia di Fiastra, nel comune di Tolentino. La Riserva offre una visita guidata nel fiume.